# Paola Vukojicic
Paola Vukojicic (Buenos Aires, 28. kolovoza 1974.) je argentinska hokejašica na travi. Igra na položaju vratarke.
Svojim igrama izborila je mjesto u argentinskom izabranom sastavu, za koju je prvi put zaigrala na SP-u 1998. u nizozemskom Utrechtu.
Klupsku karijeru je počela u klubu San Isidro.

## Uspjesi
Osvajačica je srebrnog odličja na OI 2000. i brončanog odličja na OI 2004. u Ateni.